# Tanytarsus setiger
Tanytarsus setiger är en tvåvingeart som beskrevs av Jean-Jacques Kieffer 1921. Tanytarsus setiger ingår i släktet Tanytarsus och familjen fjädermyggor.
Artens utbredningsområde är Polen. Inga underarter finns listade i Catalogue of Life.